# Mongolische Dickschwanzspringmaus
Die Mongolische Dickschwanzspringmaus (Stylodipus sungorus) ist ein in Zentralasien verbreitetes Nagetier in der Familie der Springmäuse. Laut einer Studie von 2015 ist die Art das Schwestertaxon zur Westlichen Dickschwanzspringmaus (Stylodipus telum). Diese Zuordnung und das Verhältnis zur dritten Art der Gattung sollten in künftigen Untersuchungen bekräftigt werden.

## Merkmale
Mit einer Kopf-Rumpf-Länge von 125 bis 130 mm, einer Schwanzlänge von 150 bis 165 mm und einem Gewicht von 80 bis 95 g ist die Art größer als die Westliche Dickschwanzspringmaus und größer als kleine Exemplare der Östlichen Dickschwanzspringmaus. Es sind 54 bis 57 mm lange Hinterfüße und 18 bis 20 mm lange Ohren vorhanden. Das sandfarbene Fell der Oberseite mit grauen Tönungen geht zu den Flanken hin in ein Rotbraun über und unterseits kommt weißes Fell vor. Typisch ist ein weißer Fleck hinter jedem Ohr. Der Schwanz dient bei erwachsenen Exemplaren als Fettspeicher und wird vor der kalten Jahreszeit dicker. Am Ende befindet sich eine abgeflachte Quaste aus langen Haaren. Die Quaste ist im vorderen Bereich hellbraun bis weiß und an der Spitze schwarz. Die Mongolische Dickschwanzspringmaus hat weißes Zahnschmelz an den Vorderseiten der Schneidezähne. Der diploide Chromosomensatz besteht aus 58 Chromosomen (2n=58). An den Hinterfüßen sind drei Zehen vorhanden.

## Verbreitung und Lebensweise
Diese Springmaus ist auf die Wüste Gobi im Südwesten der Mongolei beschränkt. Sie erreicht möglicherweise im Westen anschließende Gebiete Chinas. Im Randbereich der Wüste ist steppenartige Landschaft vorhanden.
Die nachtaktiven Exemplare ruhen am Tage in selbstgegrabenen komplexen Tunnelsystemen. Soweit bekannt ernährt sich die Art von grünen Pflanzenteilen, Wurzeln, Knollen und Samen. Nach einem Winter kommt bei Weibchen ein Wurf mit 2 bis 6 Nachkommen vor. Diese werden Ende Juli geboren.

## Gefährdung
Es ist nicht erforscht, inwieweit sich die Nutzung von Weideflächen und menschliche Aktivitäten auf den Bestand auswirken. Die Gesamtpopulation nimmt leicht ab, obwohl genaue Daten fehlen. Das bekannte Verbreitungsgebiet ist etwa 20.000 km² groß. Die IUCN listet die Art als nicht gefährdet (least concern).